# Niezatapialność

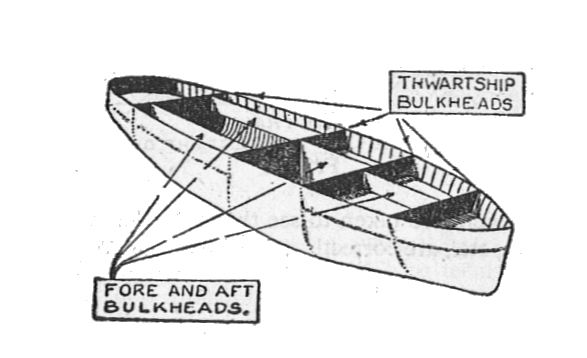
Podział statku na przedziały, dla zwiększenia niezatapialności

Niezatapialność – termin określający zdolność jednostki pływającej (statku, okrętu itp.) do utrzymania się na powierzchni wody po uszkodzeniu podwodnej części kadłuba skutkującym utraceniem jego szczelności. Statek powinien utrzymać też stateczność i podstawowe właściwości umożliwiające żeglugę. W celu zwiększenia niezatapialności statku dokonuje się podziału kadłuba na przedziały wodoszczelne za pomocą poprzecznych i wzdłużnych grodzi i pokładów wodoszczelnych. Obliczając niezatapialność analizuje się rozmaite kombinacje przegłębień i przechyłów oraz stateczności, w zależności od tego, które przedziały są zalane i w jakim stopniu.
Stopień niezatapialności określa się za pomocą terminu np. niezatapialność dwuprzedziałowa, oznacza, że statek (okręt) powinien utrzymać się na wodzie mimo całkowitego zalania dwóch przedziałów wodoszczelnych.
W małych jednostkach (łodzie, żaglówki śródlądowe) niezatapialność uzyskuje się mocując wewnątrz kadłuba elementy wypornościowe, wykonane z lekkich materiałów (styropian) lub wydzielając szczelne, puste przestrzenie.